# Generoso Márquez
Pour les articles homonymes, voir Márquez.
Generoso Márquez, né le 3 septembre 1952, est un ancien joueur cubain de basket-ball.